# La Paz (Leyte)
La Paz is een gemeente in de Filipijnse provincie Leyte op het eiland Leyte. Bij de laatste census in 2007 had de gemeente bijna 19 duizend inwoners.

## Geografie

### Bestuurlijke indeling
La Paz is onderverdeeld in de volgende 35 barangays:
| - Bagacay East - Bagacay West - Bocawon - Bongtod - Buracan - Caabangan - Cacao - Cagngaran - Calabnian - Calaghusan - Caltayan - Canbañez | - Cogon - Duyog - Gimenarat East - Gimenarat West - Limba - Lubi-lubi - Luneta - Mag-aso - Moroboro - Pansud - Pawa - Piliway | - Poblacion District 1 - Poblacion District 2 - Poblacion District 3 - Poblacion District 4 - Quiong - Rizal - San Victoray - Santa Ana - Santa Elena - Tabang - Tarugan |

## Demografie
La Paz had bij de census van 2007 een inwoneraantal van 18.650 mensen. Dit zijn 1.023 mensen (5,8%) meer dan bij de vorige census van 2000. De gemiddelde jaarlijkse groei komt daarmee uit op 0,78%, hetgeen lager is dan het landelijk jaarlijks gemiddelde over deze periode (2,04%). Vergeleken met de census van 1995 is het aantal mensen met 2.284 (14,0%) toegenomen.

De bevolkingsdichtheid van La Paz was ten tijde van de laatste census, met 18.650 inwoners op 72,7 km², 256,5 mensen per km².